# Guilá Naquitz
Guilá Naquitz – niewielka jaskinia położona w meksykańskim stanie Oaxaca, około 5 kilometrów na zachód od Mitli.
Położona na niewielkim wzniesieniu w dolinie Oaxaca, na wysokości 1925 m jaskinia została przebadana po raz pierwszy w 1966 roku przez zespół archeologów pod kierunkiem Kenta V. Flannery’ego z University of Michigan. W najstarszych poziomach, datowanych na 8750-6670 p.n.e., odnaleziono ślady sezonowego obozowania grup zbieracko-łowieckich, przebywających w dolinie między sierpniem a grudniem. Ludność ta zajmowała się polowaniem na zwierzynę płową przy użyciu miotacza włóczni, łowieniem drobnych ssaków oraz zbiorem owoców. Na stanowisku natrafiono na jedne z najstarszych śladów udomowienia roślin na obszarze Mezoameryki – datowane na 2. połowę VIII tysiąclecia p.n.e. dynię, tykwę i fasolę. Z późniejszego okresu, ok. 3,5 tys. lat p.n.e., pochodzą szczątki udomowionej kukurydzy.